# Rio Tamanduateí
Il Rio Tamanduateí è un fiume brasiliano, affluente di sinistra del Tietê, che attraversa lo stato di San Paolo.

## Etimologia
"Tamanduateí" è un termine derivato dalla famiglia delle lingue tupi che significa "fiume dei veri tamandua", mediante l'unione di tamandûá (tamandua), eté (vero) e y (fiume).

## Percorso
Il Tamanduateí nasce nelle alture della Serra do Mar, nella municipalità di Mauá, nel margine sud-orientale della conurbazione paulista. Attraversa poi le città di Santo André e São Caetano do Sul e San Paolo dove, prima di sfociare in sinistra orografica del Tietê, riceve le acque degli affluenti Ipiranga e Anhangabaú.